# Cantonul Domérat-Montluçon-Nord-Ouest
Cantonul Domérat-Montluçon-Nord-Ouest este un canton din arondismentul Montluçon, departamentul Allier, regiunea Auvergne, Franța.

## Comune
- Domérat (reședință)
- Montluçon (parțial)